# Cammy Myler
Cameron Ann „Cammy” Myler (ur. 7 grudnia 1968 w Plattsburghu) – amerykańska saneczkarka, olimpijka.
Na igrzyskach olimpijskich startowała czterokrotnie, jej najlepszym rezultatem jest piąte miejsce wywalczone w 1992. W 1994 niosła amerykańską flagę podczas ceremonii otwarcia igrzysk. Dwukrotnie zajmowała miejsce na podium w klasyfikacji generalnej Pucharu Świata zajmując w sezonie 1991/1992 drugie, a w 1997/1998 trzecie miejsce.
W 1998 roku zakończyła karierę.

## Osiągnięcia

### Igrzyska olimpijskie
| Rok  | Miejsce     | Jedynki |
| ---- | ----------- | ------- |
| 1988 | Calgary     | 9.      |
| 1992 | Albertville | 5.      |
| 1994 | Lillehammer | 11.     |
| 1998 | Nagano      | 7.      |

### Puchar Świata

#### Miejsca na podium w klasyfikacji generalnej
| Sezon     | Miejsce |
| --------- | ------- |
| 1991/1992 | 2.      |
| 1997/1998 | 3.      |